# Blue System

Logo zespołu

Blue System – niemiecki zespół muzyki pop oraz dance, założony w 1987 przez Dietera Bohlena, który powstał po rozpadzie grupy Modern Talking, kończąc działalność wraz z jej reaktywacją w 1998, szczególnie popularny w krajach niemieckojęzycznych oraz w Rosji, charakteryzujący się muzyką o silnym akompaniamencie perkusyjnym i efektami syntezatora oraz brzmieniem towarzyszących wokalnie chórków. Grupa wydała 13 albumów studyjnych i 29 singli, zdobywając w wyniku ich sprzedaży 4 złote płyty (Niemcy, Polska) oraz 1 platynową (Łotwa).

## Historia grupy
Mając ogromny potencjał muzycznych pomysłów i kompozycji Dieter Bohlen po rozpadzie grupy Modern Talking w 1987 postanowił nie rozstawać się z branżą muzyczną inicjując kolejnym pomysłem powstanie w tym samym roku grupy muzyków pod nazwą Blue System, pełniąc w nim rolę głównego wokalisty. Był on jednocześnie kompozytorem praktycznie wszystkich utworów grupy, wykonując je (w głównych frazach piosenek) nieco ochrypłym głosem, natomiast partie refrenów śpiewał Michael Scholz w wysokich tonacjach, naśladując w ten sposób partie chórowe utworów grupy Modern Talking .
1 października 1987 Dieter Bohlen pojawił się w programie rozrywkowym o nazwie „Tele Ass”, gdzie zaprezentował swój pierwszy utwór zatytułowany Sorry Little Sarah. 26 marca 1988 grupa Blue System po raz pierwszy pojawiła się na scenie w publicznym występie, zorganizowanym przez Radio Schleswig-Holstein w kompleksie sportowym Alstendorfer w Hamburgu. Zespół zaśpiewał wówczas piosenkę Sorry Little Sarah oraz akustyczną wersję utworu My Bed Is Too Big. Bohlen wyraźnie wzruszony, podziękował publiczności słowami: 

Dziękuję wszystkim moim fanom, którzy pozostali mi wierni.

Podczas pracy nad muzyką studyjną zaangażowany był producent i inżynier dźwięku Luis Rodríguez wraz z grupą chórzystów z jej podstawowym składem w osobach: Rolfa Köhlera, Michaela Scholza i Detlefa Wiedeke , natomiast podczas koncertów grupa tworzyła widowisko, podczas którego utwory grano z pół playbacku, dogrywając i dośpiewując niektóre partie, lansując poza muzyką swój kolorowy wizerunek. W ostatnich latach działalności zespołu do głównych partii wokalnych dołączyli swoje głosy: Madeleine Lang i Marion Schwaiger .
Muzyka jaką prezentowała grupa Blue System była zbliżona do brzmienia utworów zespołu Modern Talking . Zniknęło „cukierkowate” brzmienie wokalisty Thomasa Andersa oraz pojawiła się tendencja do mniej dyskotekowego sposobu wykonywania utworów . W październiku 1987 ukazał się pierwszy singel Sorry Little Sarah , stając się przebojem, popularnym wśród sympatyków brzmienia muzyki grupy Modern Talking. Początkowo przebój ten był w planach macierzystego zespołu Modern Talking, ale zaprzestanie jego działalności zmieniło te zamierzenia. Wkrótce wydano pierwszy album studyjny Walking on a Rainbow (1987) .
W 1994 Dieter Bohlen idąc za ogólnymi lansowanymi trendami muzyki pop, postanowił zmienić brzmienie utworów grupy na bardziej dance’owe . Zrezygnował z pomocy Luisa Rodrígueza i cztery ostatnie albumy nagrywał z pomocą nowych ludzi . Pomysł początkowo okazał się dobry (m.in. przebój Laila (1995)) , ale nie uratowało to pozycji zespołu, który z lansowanymi singlami zajmował coraz niższe pozycje na listach przebojów krajów niemieckojęzycznych, m.in. Niemiec, Austrii i Szwajcarii. Nic więc dziwnego, że mając to na uwadze na początku 1998 Dieter Bohlen postanowił zaprzestać działalności zespołu Blue System, po wydaniu ostatniego singla Love Will Drive Me Crazy  i reaktywować po 11 latach przerwy swój dawny macierzysty zespół Modern Talking .
Grupa wydała 13 głównych albumów studyjnych  (cztery z nich uzyskały status złotej płyty w Niemczech i Polsce, a jeden platynowej na Łotwie), z których najwyżej sklasyfikowany był album Backstreet Dreams, dochodząc 17 maja 1993 do 5. miejsca niemieckiej listy przebojów (niem. Offizielle Deutsche Charts), oraz około 30 singli z Only with You, który doszedł 22 czerwca 1996, do 2. miejsca łotewskiej listy przebojów (łot. Latvian Airplay Top) oraz wcześniej singel My Bed Is Too Big, który doszedł 1 lipca 1988, do 4. miejsca na liście przebojów Top 40 w Austrii. Według Bertelsmann Music Group, zespół sprzedał ponad 5 milionów płyt (stan na 1998). Prawdopodobnie nigdy już nie dojdzie do reaktywacji grupy, bowiem główny jej architekt Dieter Bohlen zaangażowany jest w działalność solową oraz inne projekty i zamierzenia . Ponadto grupa pod nazwą Blue System nagrała ponad 20 wideoklipów z towarzyszeniem również innych osób .
Tradycję Blue System kontynuuje od 2003 chórek zespołu działający pod nazwą grupy Systems in Blue, w którego składzie znaleźli się byli członkowie grupy Blue System: Köhler, Wiedeke i Scholz.

## Skład zespołu

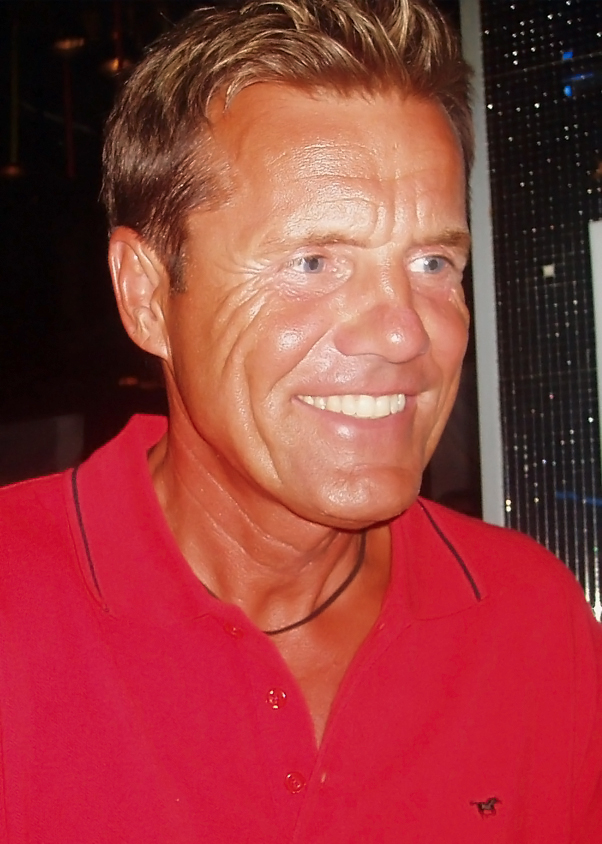
Dieter Bohlen

Skład zespołu zmieniał się na przestrzeni jego działania. Liczba członków zespołu wahała się od czterech do ośmiu. Do podstawowego składu weszły następujące osoby:
| Podstawowy skład zespołu Blue System |                         |           |                                                      |
| Lp.                                  | Osoba                   | Okres     | Funkcja / Instrument                                 |
| 1.                                   | Dieter Bohlen           | 1987–1998 | kompozytor, autor tekstów, producent, śpiew / gitara |
| 2.                                   | Joachim Vogel           | 1987–1990 | gitara                                               |
| 3.                                   | Frank Otto              | 1987–1989 | perkusja                                             |
| 4.                                   | Jeanne Dupuy            | 1987–1988 | taniec, wokal wspierający                            |
| 5.                                   | Anna Garcia („Shree”)   | 1988–1991 | taniec, wokal wspierający                            |
| 6.                                   | („Afro”)                | 1988–1991 | taniec, wokal wspierający                            |
| 7.                                   | Husnu Baylav („Snoopy”) | 1988      | instrumenty klawiszowe                               |
| 8.                                   | Michel Rollin           | 1989–1998 | perkusja                                             |
| 9.                                   | Joachim Strieben        | 1989–1991 | instrumenty klawiszowe                               |
| 10.                                  | Joachim Koli            | 1990      | gitara basowa                                        |
| 11.                                  | Lutz Krüger             | 1990      | gitara                                               |
| 12.                                  | Nadja Abd el Farrag     | 1990–1998 | taniec, wokal wspierający                            |
| 13.                                  | Wolfgang Fritsch        | 1990–1996 | gitara                                               |
| 14.                                  | Fritz Graner            | 1991–1998 | instrumenty klawiszowe                               |
| 15.                                  | René Engelmann          | 1991–1992 | gitara basowa                                        |
| 16.                                  | Dirk Sauer              | 1992–1994 | gitara basowa                                        |
| 17.                                  | Thorsten Feller         | 1994–1996 | gitara                                               |
| 18.                                  | Lars Illmer             | 1997–1998 | gitara                                               |

Muzykami sesyjnymi (studyjnymi) byli :
- 1987–1998 – Detlef Wiedeke (chórzysta, gitarzysta - tylko w studio)
- 1987–1998 – Rolf Köhler (wokalista, basista, programowanie automatów perkusyjnych - tylko w studio)
- 1987–1998 – Michael Scholz (chórzysta, instrumenty klawiszowe - tylko w studio)
- ? – Christian Wilkens
- ? – Ralf Stemmann
- ? – Larry Zangahani
- ? – Peter Weihe
- ? – Marion Schwaiger
- ? – Thomas Bauer
- ? – Thorsten Brötzmann
- ? – Madeleine Lang
- ? – Werner Becker
- ? – Udo Dahmen
- ? – Tissy Thiers

## Dyskografia

### Albumy studyjne
| Albumy studyjne |                      |                                |                                |                                |                                |                                |                                |                                |                                |                                |                                |                                |              |            |
| Rok             | Album                | Notowania na listach przebojów | Notowania na listach przebojów | Notowania na listach przebojów | Notowania na listach przebojów | Notowania na listach przebojów | Notowania na listach przebojów | Notowania na listach przebojów | Notowania na listach przebojów | Notowania na listach przebojów | Notowania na listach przebojów | Notowania na listach przebojów | Data wydania | Certyfikat |
| Rok             | Album                | AUT                            | BEL                            | CZE                            | ESP                            | GER                            | GRE                            | HUN                            | LAT                            | POL                            | RSA                            | SUI                            | Data wydania | Certyfikat |
| 1987            | Walking on a Rainbow | –                              | –                              | –                              | –                              | –                              | –                              | –                              | –                              | –                              | –                              | –                              | 2.11.1987    | –          |
| 1988            | Body Heat            | 23.                            | –                              | –                              | –                              | 20.                            | –                              | –                              | –                              | –                              | –                              | –                              | 17.10.1988   | –          |
| 1989            | Twilight             | 30.                            | –                              | –                              | –                              | 11.                            | –                              | –                              | –                              | –                              | –                              | 26.                            | 9.10.1989    | Niemcy     |
| 1990            | Obsession            | 18.                            | –                              | –                              | –                              | 14.                            | –                              | –                              | –                              | –                              | –                              | –                              | 8.10.1990    | Niemcy     |
| 1991            | Seeds of Heaven      | 12.                            | –                              | –                              | –                              | 11.                            | –                              | –                              | –                              | –                              | –                              | –                              | 12.04.1991   | –          |
| 1991            | Déjà Vu              | 27.                            | –                              | –                              | –                              | 18.                            | –                              | –                              | –                              | –                              | –                              | –                              | 30.09.1991   | Niemcy     |
| 1992            | Hello America        | 21.                            | –                              | 13.                            | –                              | 29.                            | –                              | 34.                            | –                              | –                              | –                              | –                              | 23.03.1992   | –          |
| 1993            | Backstreet Dreams    | 22.                            | –                              | –                              | –                              | 5.                             | –                              | 30.                            | –                              | –                              | –                              | –                              | 19.04.1993   | –          |
| 1994            | 21st Century         | –                              | –                              | –                              | –                              | 11.                            | –                              | –                              | –                              | –                              | –                              | –                              | 21.03.1994   | –          |
| 1994            | X – Ten              | –                              | –                              | –                              | –                              | 24.                            | –                              | –                              | –                              | –                              | –                              | –                              | 31.10.1994   | –          |
| 1995            | Forever Blue         | –                              | –                              | –                              | –                              | 18.                            | –                              | 32.                            | –                              | –                              | –                              | –                              | 9.10.1995    | Polska     |
| 1996            | Body to Body         | –                              | –                              | –                              | –                              | 29.                            | –                              | 40.                            | –                              | –                              | –                              | –                              | 14.10.1996   | –          |
| 1997            | Here I Am            | –                              | –                              | –                              | –                              | 38.                            | –                              | –                              | 13.                            | 34.                            | –                              | –                              | 17.11.1997   | Łotwa      |

### Single
| Single |                             |                                |                                |                                |                                |                                |                                |                                |                                |                                |                                |                                |              |                      |
| Rok    | Singel                      | Notowania na listach przebojów | Notowania na listach przebojów | Notowania na listach przebojów | Notowania na listach przebojów | Notowania na listach przebojów | Notowania na listach przebojów | Notowania na listach przebojów | Notowania na listach przebojów | Notowania na listach przebojów | Notowania na listach przebojów | Notowania na listach przebojów | Data wydania | Album                |
| Rok    | Singel                      | AUT                            | BEL                            | CZE                            | ESP                            | GER                            | GRE                            | HUN                            | LAT                            | POL                            | RSA                            | SUI                            | Data wydania | Album                |
| 1987   | Sorry Little Sarah          | 10.                            | 35.                            | –                              | 6.                             | 14.                            | 12.                            | –                              | –                              | –                              | 19.                            | –                              | 19.10.1987   | Walking on a Rainbow |
| 1988   | Big Boys Don’t Cry          | –                              | –                              | –                              | –                              | –                              | –                              | –                              | –                              | –                              | –                              | –                              | 1988         | Walking on a Rainbow |
| 1988   | She’s a Lady                | –                              | –                              | –                              | 14.                            | –                              | –                              | –                              | –                              | –                              | –                              | –                              | 04.1988      | Walking on a Rainbow |
| 1988   | My Bed Is Too Big           | 4.                             | –                              | –                              | –                              | 10.                            | 29.                            | –                              | –                              | –                              | –                              | –                              | 18.04.1988   | Body Heat            |
| 1988   | Under My Skin               | 12.                            | –                              | –                              | –                              | 6.                             | –                              | –                              | –                              | –                              | –                              | 18.                            | 10.10.1988   | Body Heat            |
| 1988   | Silent Water                | 16.                            | –                              | –                              | –                              | 13.                            | –                              | –                              | –                              | –                              | –                              | –                              | 2.01.1989    | Body Heat            |
| 1989   | Love Suite                  | –                              | –                              | –                              | –                              | 14.                            | –                              | –                              | –                              | –                              | –                              | —                              | 27.03.1989   | Body Heat            |
| 1989   | Magic Symphony              | 23.                            | –                              | –                              | –                              | 10.                            | –                              | –                              | –                              | –                              | –                              | 21.                            | 28.08.1989   | Twilight             |
| 1989   | Love Me on the Rocks        | –                              | –                              | –                              | –                              | –                              | –                              | –                              | –                              | –                              | –                              | –                              | 11.12.1989   | Twilight             |
| 1990   | 48 Hours                    | 28.                            | –                              | –                              | –                              | 29.                            | –                              | –                              | –                              | –                              | –                              | –                              | 16.04.1990   | Obsession            |
| 1990   | Love Is Such a Lonely Sword | 13.                            | –                              | –                              | –                              | 16.                            | –                              | –                              | –                              | –                              | –                              | –                              | 13.08.1990   | Obsession            |
| 1990   | When Sarah Smiles           | –                              | –                              | –                              | –                              | 63.                            | –                              | –                              | –                              | –                              | –                              | –                              | 3.12.1990    | Obsession            |
| 1991   | Lucifer                     | 8.                             | –                              | –                              | –                              | 25.                            | –                              | –                              | –                              | –                              | –                              | –                              | 1.04.1991    | Seeds of Heaven      |
| 1991   | Testamente D'Amelia         | –                              | –                              | –                              | –                              | 34.                            | –                              | –                              | –                              | –                              | –                              | –                              | 8.07.1991    | Seeds of Heaven      |
| 1991   | Déjà Vu                     | 16.                            | –                              | –                              | –                              | 12.                            | –                              | –                              | –                              | –                              | –                              | –                              | 9.09.1991    | Déjà Vu              |
| 1991   | It's All Over               | –                              | –                              | –                              | –                              | 60.                            | –                              | –                              | –                              | –                              | –                              | –                              | 2.12.1991    | Déjà Vu              |
| 1992   | Romeo & Juliet              | 22.                            | –                              | –                              | –                              | 25.                            | –                              | –                              | –                              | –                              | –                              | –                              | 23.02.1992   | Hello America        |
| 1992   | I Will Survive              | 30.                            | –                              | –                              | –                              | –                              | –                              | –                              | –                              | –                              | –                              | –                              | 17.05.1992   | Hello America        |
| 1993   | History                     | –                              | –                              | –                              | –                              | 26.                            | –                              | –                              | –                              | –                              | –                              | –                              | 22.03.1993   | Backstreet Dreams    |
| 1993   | Operator                    | –                              | –                              | –                              | –                              | 87.                            | –                              | –                              | –                              | –                              | –                              | –                              | 5.07.1993    | Backstreet Dreams    |
| 1994   | 6 Years - 6 Nights          | –                              | –                              | –                              | –                              | 47.                            | –                              | –                              | 9.                             | –                              | –                              | –                              | 14.03.1994   | 21st Century         |
| 1994   | That’s Love                 | –                              | –                              | –                              | –                              | –                              | –                              | –                              | –                              | –                              | –                              | —                              | 04.1994      | 21st Century         |
| 1994   | Dr. Mabuse                  | –                              | –                              | –                              | –                              | –                              | –                              | –                              | 17.                            | –                              | –                              | –                              | 31.10.1994   | X – Ten              |
| 1995   | Laila                       | –                              | –                              | –                              | –                              | 29.                            | –                              | –                              | –                              | –                              | –                              | –                              | 11.09.1995   | Forever Blue         |
| 1996   | Only with You               | –                              | –                              | –                              | –                              | 58.                            | –                              | –                              | 2.                             | –                              | –                              | –                              | 3.06.1996    | Body to Body         |
| 1996   | Body to Body                | –                              | –                              | –                              | –                              | –                              | –                              | –                              | –                              | –                              | –                              | –                              | 1996         | Body to Body         |
| 1996   | For the Children            | –                              | –                              | –                              | –                              | 67.                            | –                              | –                              | –                              | –                              | –                              | –                              | 16.09.1996   | Body to Body         |
| 1997   | Anything                    | –                              | –                              | –                              | –                              | 79.                            | –                              | –                              | –                              | –                              | –                              | –                              | 10.11.1997   | Here I Am            |
| 1998   | Love Will Drive Me Crazy    | –                              | –                              | –                              | –                              | –                              | –                              | –                              | –                              | –                              | –                              | –                              | 12.01.1998   | Here I Am            |

### Albumy kompilacyjne
| Albumy kompilacyjne |                                                    |                              |
| Rok                 | Album                                              | Wytwórnia płytowa            |
| 1995                | Gold                                               | BMG Records Africa Ltd.      |
| 1997                | When You Are Lonely                                | SR International             |
| 2001                | Grand Collection                                   | Квадро-Диск                  |
| 2007                | Диско 80-х                                         | Sony BMG Music Entertainment |
| 2009                | The History Of Blue System                         | Sony Music                   |
| 2009                | Magic Symphonies – The Very Best Of Blue System    | Sony Music                   |
| 2009                | Greatest Hits                                      | Sony Music                   |
| 2009                | 40 Jahre ZDF Hitparade                             | Sony Music                   |
| 2010                | Modern Talking & Blue System – Das Nummer 1 Album! | Sony Music                   |
| 2013                | Seeds Of Heaven / Hello America                    | Sony Music                   |
| 2014                | Magic Blue                                         | Sony Music                   |
| 2019                | The Best of Blue System                            | Sony Music                   |
| 2019                | Maxi & Singles Collection                          | Sony Music                   |
| 2021                | My Star                                            | DA Records                   |